# Uszyca (rzeka)
Uszyca (ukr. Ушиця Uszycia) – rzeka na Ukrainie na Podolu, lewy dopływ Dniestru, o długości 122 km i powierzchni zlewni 1400 km².
W środkowym i dolnym biegu płynie wąskim jarem, posiada wiele progów i katarakt.